# Simfonia en re menor (Franck)

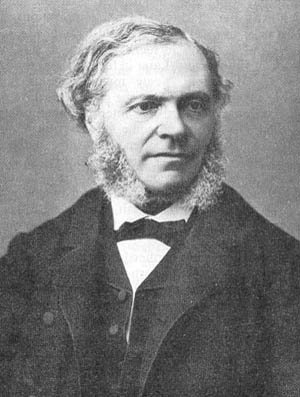
Fotografia de César Franck.

La Simfonia en re menor és l'obra orquestral més famosa i l'única simfonia del compositor belga César Franck. La va compondre entre 1886 i 1888 (conclosa el 22 d'agost de 1888). Va ser estrenada al Conservatori de París el 17 de febrer de 1889. Està dedicada al seu deixeble Henri Duparc.

## Història i controvèrsia
La fama i reputació de César Franck s'assenta sobre unes poques obres, la major part d'elles compostes al final de la seua vida. D'aquestes, la Simfonia en re menor va ser una de les últimes, estrenada només un any abans de la mort de compositor l'any 1890. El fet que Franck es decidira finalment a compondre una simfonia és un fet estrany, a causa de l'escassa popularitat d'aquesta forma musical en la tradició francesa del segle xix, que considerava la simfonia com un refugi exclusiu de la tradició alemanya. És possible que en la gènesi de la simfonia estiguera l'èxit de les seues influents Variacions simfòniques per a piano i orquestra, compostes l'any 1885.
A més, l'èxit d'algunes obres d'altres compositors francesos havia aconseguit guanyar el favor del públic envers aquest gènere. La Simfonia núm. 3 amb orgue de Camille Saint-Saëns i (tot i ser una obra per a piano i orquestra) la Symphonie sur un chant montagnard français de Vincent d'Indy, ambdues compostes l'any 1886 i ben acollides, havien ajudat a reviscolar la simfonia com a peça de concert, un poc ignorada des de l'aparició de la Simfonia Fantàstica d'Hector Berlioz l'any 1830. Una obra anterior, la Symphonie Espagnole (1875) d'Édouard Lalo és en realitat un concert per a violí i orquestra. No obstant això, aquestes dues obres, intentaven distanciar-se de la forma i so del simfonisme romàntic alemany, exemplificat pels enfrontats Brahms i Richard Wagner, mitjançant la introducció de certes innovacions "franceses", incloent-hi la integració del piano o, en el cas de Saint-Saëns, de l'orgue, i utilitzant un estil temàtic cíclic.
Com en les precedents obres de Saint-Saëns i Berlioz, i de les pròpies obres anteriors, Franck també va emprar una estructura cíclica en la composició de la simfonia. De fet, la 'Simfonia en re menor' és el més clar exemple de l'escriptura simfònica cíclica en la tradició musical romàntica. No obstant això, Franck també va utilitzar un so típicament germànic, evitant tant les innovacions orquestrals com l'ús d'elements nacionalistes, que Saint-Saëns i D'Indy sí que havien usat. Com a resultat, la 'Simfonia en re menor' de Franck pot ser considerada el punt de contacte entre dues diferents tradicions musicals: la forma cíclica francesa i la forma romàntica alemanya, amb evidents influències de Wagner i Liszt.
Degut en part a aquesta fusió inesperada, l'obra va ser acollida amb fredor en la seua estrena. Però encara més important va ser la influència de l'enrarit i polititzat ambient musical francès posterior als enfrontaments i divisió al si de la Société Nationale de Musique, que havia estat fundada per Saint-Saëns l'any 1871 com una expressió més del sentiment anti-alemany provocat per la Guerra Francoprussiana. El cisma de 1886 va ser provocat per la decisió de la Société d'acceptar música «estrangera» (principalment alemanya) i per l'admiració declarada envers Wagner per alguns dels membres més joves, entre els quals es trobaven D'Indy i el mateix Franck. Aquesta inacceptable traïció a la música francesa va portar a alguns dels membres més conservadors, encapçalats per Saint-Saëns, a dimitir; aleshores el mateix Franck va assumir-ne la presidència. L'ambient resultant era verinós. La controvèrsia va arribar fins al Conservatori de París i va fer molt difícil l'estrena de la simfonia de Franck. La partitura va ser rebutjada pel director Charles Lamoureux, i Franck va haver de recórrer a l'orquestra del conservatori, que estava obligada a interpretar les obres escrites pels professors del centre. Inclús així, els assajos van resultar decebedors i la reacció va ser negativa.
Assistint a un assaig sota la batuta de Jules Garcin, amb els músics refractaris i poc cooperatius, el director del conservatori, Ambroise Thomas va dir en escoltar el segon moviment (segons conta Vincent d'Indy en la seua biografia de Franck): «esmenteu només una simfonia de Haydn o Beethoven que utilitze el corn anglès!» (Aquesta anècdota pot ser apòcrifa i usada per d'Indy - que era partidari de Franck - per a burlar-se del conservador Thomas, atès que Haydn efectivament va usar el corn anglès en la seua Simfonia núm. 22 "El filòsof".)
La polèmica musical va continuar determinant la reacció popular envers la simfonia en la seua estrena. La crítica la va considerar un intent barroer d'escriptura orquestral que es desviava estridentment de la forma clàssica i de les regles harmòniques de Haydn i Beethoven. Els contemporanis, majoritàriaments aliats amb la facció conservadora de la Société Nationale de Musique, van ser demolidors en les seues crítiques. L'influent crític, i amic íntim de Camille Saint-Saëns, Camille Bellaigue (1858-1930) va acusar la simfonia de «música àrida i grisa, sense ...gràcia ni encís» i es va burlar del tema principal de quatre compassos que es desenvolupa al llarg de la simfonia dient que es trobava «a penes al nivell d'un exercici d'estudiant de conservatori». La revista Le Ménestrel va definir la simfonia com «depriment» afegint que Franck «.. té ben poc a dir, encara que ho proclame amb la convicció del pontífex definint un dogma». Charles Gounod, per la seua banda, fent també esment implícit a la idea del dogmàtic estil alemany, va dir de la simfonia: «incompetència elevada a durades dogmàtiques».
Aquest agre clima artístic explica no només la ferocitat de la reacció nacionalista francesa, sinó també la rapidesa amb què la simfonia va atènyer popularitat quan les divisions casolanes sobre la definició de la música francesa van deixar d'existir. Així, en pocs anys, la simfonia va començar a ser programada amb regularitat. L'estrena americana va tenir lloc a Boston, el 16 de gener de 1899 sota la direcció de Wilhelm Gericke.

## Forma
Desviant-se de la forma típica de les simfonies tard-romàntiques, la Simfonia en re menor és en tres moviments, cadascun dels quals fa referència al tema inicial de quatre compassos introduït al bell inici de l'obra. L'omissió del típic scherzo queda compensada amb un tractament scherzístic en el segon moviment.
- I. Lento; Allegro ma non troppo.

Una expansió d'un típic allegro de sonata, La simfonia comença amb l'exposició d'un tema harmònicament flexible, que es desenvoluparà àmpliament al llarg de la simfonia. Aquest simple tema constitueix la base temàtica per al tractament cíclic de la resta de l'obra.
- II. Allegretto

Famós per l'enganxosa melodia interpretada pel corn anglès, l'arpa i els instruments de corda. El moviment conté dues seccions de trio i una secció ràpida, a la manera d'un scherzo.
- III. Finale: Allegro non troppo

El moviment comença amb la que potser és la més alegre i optimista melodia que Frank va crear mai, i està compost en una variant de la forma sonata. La coda, que recapitula el material temàtic central de la simfonia, és una exultant exposició del primer tema, que es va invertint fins a la seua lúgubre aparença inicial, portant així la simfonia al seu inici.